# Hémérocalle citron
Hemerocallis citrina
Espèce
Classification phylogénétique
L'hémérocalle citron (Hemerocallis citrina ) est une espèce de plante herbacée ornementale originaire d'Asie de la famille des Xanthorrhoeaceae.